# Franciscus van Assisi
Franciscus van Assisi (ook wel Franciscus van Assisië of Sint-Franciscus; Italiaans: Francesco d'Assisi (Assisi, 1181 of 1182 – aldaar, 3 oktober 1226), geboren als Giovanni di Pietro Bernardone, leefde als religieus, stichtte de kloosterorde van de franciscanen of minderbroeders, en werd op 16 juli 1228 heilig verklaard door paus Gregorius IX.

## Levensloop

### Jeugd
Franciscus was een zoon van Petrus van Bernardone, een welgestelde lakenkoopman uit Assisi. Zijn vader was op het moment van zijn geboorte voor zaken in Frankrijk. Pica de Bourlemont (zijn moeder) gaf hem de naam Giovanni (Johannes). Zijn vader maakte daar bij thuiskomst Francesco, 'Fransman', van. Het kan ook zijn dat hij die bijnaam pas later kreeg omdat zijn vader hem meer dan eens naar Frankrijk stuurde om handel te drijven. Volgens zijn eerste biograaf Thomas van Celano leefde Franciscus in zijn jeugdjaren als een wildebras: hij zwierf met zijn kameraden door de stad en gaf veel geld uit aan feestmalen en kleding. Thomas stelde dat waarschijnlijk zo voor om het contrast met zijn bekering beter uit te laten komen. Vermoedelijk was Franciscus echter ook in zijn jeugd al een creatief en fijngevoelig mens. Hij wijdde zich aan de liefde, streefde naar de ridderslag en gedroeg zich bij tijd en wijle als minnezanger of troubadour.

### Vrouwe Armoede

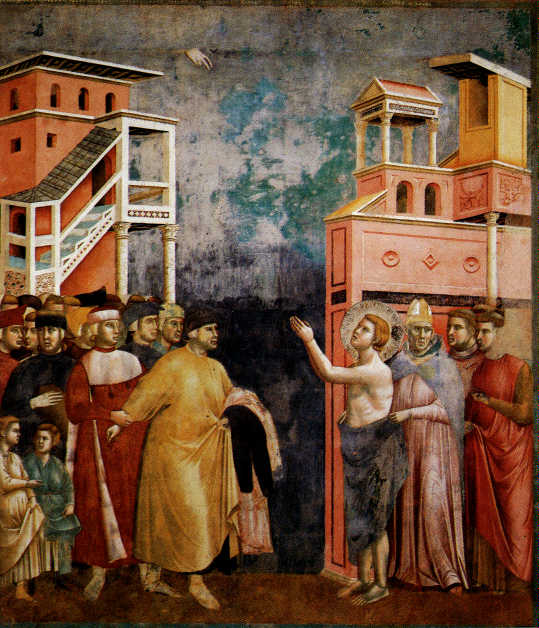
Giotto di Bondone, frescocyclus bovenkerk Assisi: Franciscus voor de bisschop

Na een veldslag tussen zijn geboorteplaats Assisi en de stad Perugia in 1202 werd Franciscus krijgsgevangen. Hij was toen ongeveer 20 jaar oud. Na een jaar kwam hij vrij maar was daarop lang en ernstig ziek. Weer aan de beterende hand werd Franciscus bijzonder getroffen door het leed van de melaatsen, die in zijn tijd volledig uit de samenleving werden verstoten. Volgens zijn Testament bracht God hem in hun midden en bewees hij hun barmhartigheid. Naar aanleiding daarvan bekeerde hij zich tot een leven van armoede, gebed en dienstbaarheid aan de armen, ontevreden over de leegheid van zijn leven. Later, in 1205, kreeg hij een visioen in het kerkje van San Damiano. Hij wist zich aangesproken door de daar afgebeelde Gekruisigde: 'Franciscus, ga en herstel mijn huis'. Hij trok zich als een kluizenaar terug in de eenzaamheid en wijdde zich aan de melaatsen, het herstellen van kerkjes en aan het gebed. Zelf wilde hij de allerarmste zijn. Hij bedelde zijn dagelijks voedsel bij elkaar, daarvan delend met anderen die nog minder hadden dan hij. Vanaf dat moment werd zijn enige geliefde 'Vrouwe Armoede'.
Zijn vader, die van mening was dat zijn zoon tot de rang van dorpsgek was vervallen, probeerde hem met dreiging en verleiding terug te laten keren naar een werelds leven. Uiteindelijk legde Franciscus in de lente van 1205 tijdens een scène op het plein bij de bisschop zijn kleren aan de voeten van zijn vader (die ze immers had betaald) en wijdde zich toe aan God met de woorden: "Nu kan ik werkelijk zeggen: Onze Vader in de hemel", waarop de bisschop zijn mantel om hem heen sloeg.
Toen Bernardus van Quintavalle en Petrus Catani zich in 1208 bij Franciscus wilden aansluiten, raadpleegden zij gezamenlijk het evangelieboek van de kerk van Sint Nicolaas om te ontdekken hoe hun leven eruit moest zien. Zij stuitten daarbij op drie teksten:
- "Als je dat wilt, volmaakt zijn, ga heen, verkoop al je eigendom en geef het aan de armen en je zult een schat in de hemelen hebben. Kom dan hierheen en volg mij." (Mattheus  19:21).
- "Hij zegt tot hen: neemt niets mee voor onderweg, geen staf, geen reiszak, geen brood en geen geld, en ook moet u geen twee hemden hebben." (Lukas 9:3).
- "Als iemand dat echt wil, achter mij aan komen, moet hij zichzelf verloochenen en zijn kruis dragen, en zó mij volgen!" (Mattheus 16:24).

Dat is wat zij vervolgens naar vermogen deden, en daarmee was de Franciscaanse beweging begonnen. Kort nadien sloot Egidius van Assisi zich bij hen aan.
In hetzelfde jaar 1208 gaf de abt van het Benedictusklooster op de Monte Subasio het kerkje van Portiuncula in het dal bij Assisi in bruikleen aan Franciscus om het tot het centrum van zijn nieuwe beweging te maken.

### Dienst aan de vrede
Ten tijde van paus Innocentius III, die een theologische visie bezigde op "Christus als Koning der Koningen, met Jeruzalem als Zijn stad en het Heilig Land als Zijn erfdeel", dat met kruistochten heroverd moest worden op de moslims, verraste Franciscus ieder door "voor God" te kiezen door in dienstbaarheid te verblijven onder de Saracenen. Hij ging mee met de Vijfde Kruistocht maar bewandelde een andere weg. Volgens de Fioretti benaderde hij in 1219 sultan Al-Kamil om hem te bekeren, wat deze laatste hoffelijk afwees. Franciscus' vreedzame benadering van de islam, dialogisch avant la lettre, geeft een volstrekt ander beeld van God: de God van de nederige dienstbaarheid, die uitnodigt om in een geest van vrede en geweldloosheid onder andere mensen te gaan, hun werk en leven te delen en zo te midden van hen Zijn aanwezigheid te ontdekken.
Een belangrijke regel van Franciscus in de omgang met andersdenkenden en andersgelovigen was onder andere de afwijzing van woordenstrijd. Armoede, dienstbaarheid, geweldloosheid zonder wapenen, zelfs zonder het wapen van het woord, gingen voor hem hand in hand en in dit perspectief ondernam hij in 1219 tijdens de kruistocht zijn persoonlijke vredesmissie naar de sultan van Damiate, waar hij hoffelijk werd ontvangen en spirituele gesprekken voerde.

### Persoonlijke vroomheid
Franciscus was de belichaming van een nieuw persoonlijk gekleurd soort vroomheid binnen het christendom, waarbij de ontwikkeling van het individu en diens persoonlijke gaven en talenten van grote betekenis waren. Tegelijk hechtte hij grote waarde aan het behoren tot een groep gelijkgezinde gezellen, een broederschap waarin men in elkaars noden en behoeften kan voorzien.
Franciscus schreef aan het einde van zijn leven een lofzang op de natuur, het Zonnelied. Hierin bezingt hij 'de dingen van de hemel' – broeder zon en zuster maan en de sterren – 'de dingen van de aarde' of de vier elementen – broeder wind en zuster water, broeder vuur en zuster aarde – en ten slotte de levensweg van de mens.
Franciscus zag het op zich nemen van wat het leven te dragen geeft als een van de manieren om dichter bij Christus te komen. Wanneer hij opmerkte 'draag uw kruis', bedoelde hij 'neem uw lot op u', 'draag uw deel van het lijden'. Franciscus wees niet alleen het lijden niet af, hij hechtte ook grote waarde aan de natuur, die hij een prachtige weergave vond van hoe de Schepper voor de mens wil zijn, en de mens draagt en in leven houdt. Dat gebeurt volgens Franciscus' lied door de afwisseling in het weer.

### Franciscus' laatste jaren en overlijden

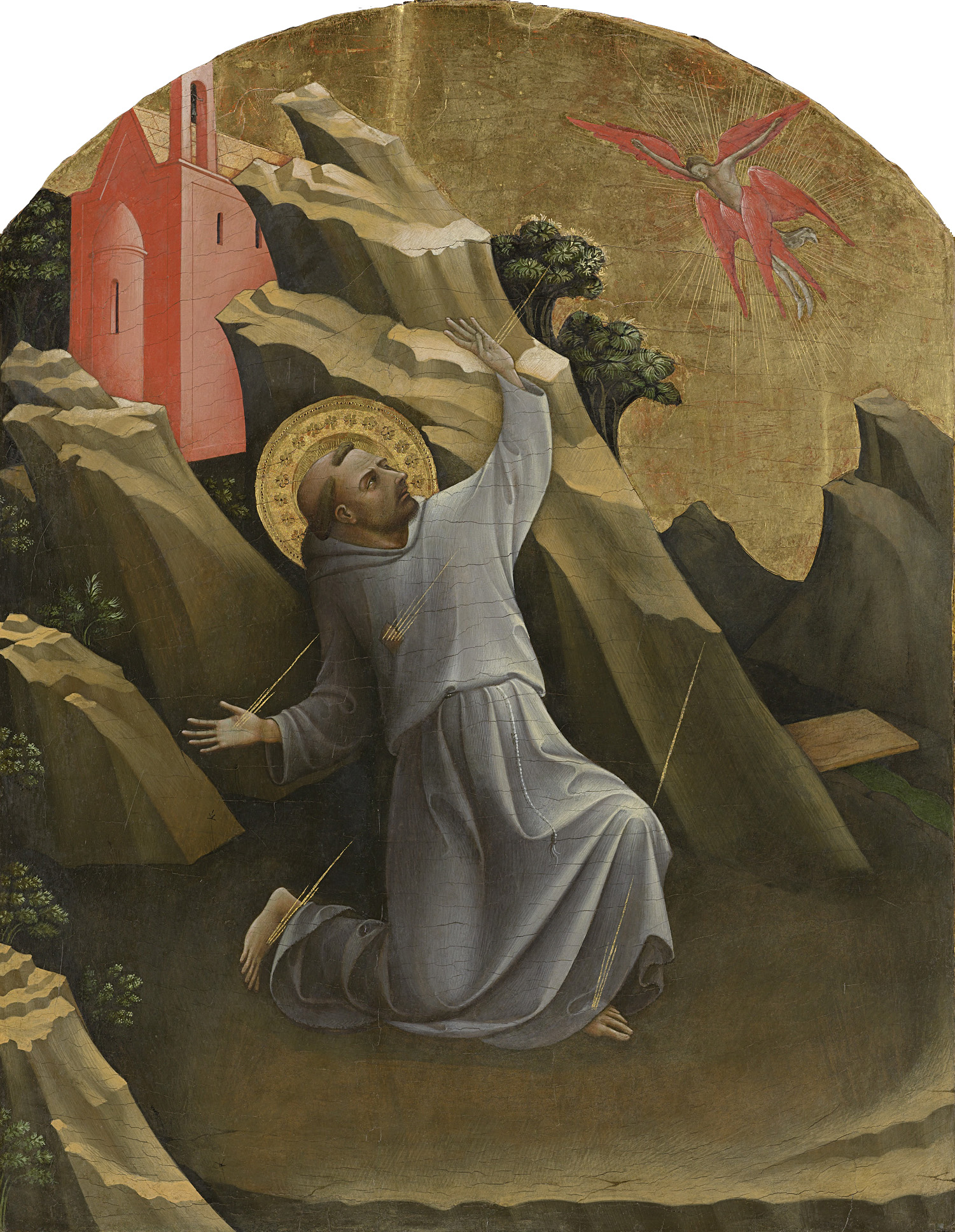
Franciscus van Assisi ontvangt de stigmata door Lorenzo Monaco (ca. 1420)

Rond 1219-1220 ontstonden er problemen in de broederschap. Franciscus, die in het Midden-Oosten verbleef, keerde daarom terug naar Italië en legde het ambt van minister-generaal van de broederschap neer. Petrus Catani volgde hem op, en na diens dood broeder Elias Bombarone. Franciscus schreef intussen een nieuwe regelredactie, waarbij hij naar eigen zeggen van de vele kruimels één hostie wilde maken. Op 29 november 1223 werd de nieuwe orderegel door paus Honorius III met een pauselijke bul Regula bullata bekrachtigd.
Omdat Thomas van Celano (eind 12e eeuw-circa 1260) een Italiaans franciscaan was en de eerste hagiograaf van het leven van Franciscus van Assisi is het vrijwel zeker dat Franciscus in 1223 van paus Honorius III toestemming kreeg om tijdens de kerstnacht buiten in de natuur de Heilige Mis te vieren. De traditie van het opzetten van een kerststal komt uit het dorpje Greccio in Umbrië, enkele kilometers buiten Assisi. De eerste Franciscaner monniken hadden in Greccio een hermitage, een kluizenaarscel. Daar vlak bij ligt een grot die Franciscus herinnerde aan de Geboortegrot in Bethlehem, die hijzelf in het Heilige Land had bezocht. In deze grot maakte hij een kerststal, met een echte voederbak als kribbe voor Jezus, met levende figuren en een echte ezel en een os om het kerstverhaal zo realistisch mogelijk uit te beelden.
Op 24 september 1224 zou Franciscus de stigmata hebben ontvangen die Jezus aan het kruis droeg. In de winter of lente daarna zong hij voor het eerst zijn bekende Zonnelied. Hij stierf op de avond van 3 oktober 1226.

### Na zijn dood
Op 4 oktober werd het lichaam van Franciscus in een processie door de stad gevoerd, naar de kerk van San Giorgio in Assisi, alwaar hij begraven werd. In dezelfde kerk sprak paus Gregorius IX twee jaar later zijn heiligverklaring uit. Op verzoek van de paus begon Elias van Cortona met de bouw van de Sint-Franciscusbasiliek boven zijn graf.
De dag waarop de processie plaatsvond werd gekozen tot zijn feestdag. In 1929 werd de dag van Sint-Franciscus tevens Werelddierendag. Als bijkomend feest wordt in de Heiligenkalender van 1962 ook het feest van de stigmata van Sint-Franciscus gevierd op 17 september.
Binnen de orde ontstond na de dood van Franciscus een strijd over hoe de Franciscanen behoren te leven. Aan de ene kant stonden de minorieten, ook wel conventuali genoemd, die het armoede-ideaal vrijwel schrapten uit de regel. Aan de andere kant waren er de spiritualen, die voor vrijwillige armoede kozen. Vertegenwoordigers van beide bewegingen schreven in de eerste decennia na Franciscus' dood allerlei levensbeschrijvingen van hun idool, waarin ze hem uitspraken en ideeën toedichtten die in overeenstemming waren met hun overtuiging. Tijdens het generale kapittel ('algemene bestuursvergadering') van de Franciscanen in 1260 kreeg de generaal van de orde, de geleerde theoloog Bonaventura, de opdracht om een 'officiële' biografie te schrijven. Deze Legenda Maior ('Grote Levensbeschrijving') werd in 1263 goedgekeurd door het generale kapittel. Het werd de broeders in 1266 verboden om andere levensbeschrijvingen over Franciscus te lezen. Alle andere 'legenden' moesten worden vernietigd.

## Legenden
Er bestaan veel beeldende verhalen over Franciscus van Assisi. Zo zou hij een kar hebben verkocht aan een koopman tegen een veel te hoog bedrag. Maar toen hij wilde gaan slapen, zat dat hem toch niet lekker. Toen sprak God tegen hem dat hij te veel had gevraagd en dat hij niet goed zou kunnen slapen totdat hij het bedrag aan de koopman zou hebben terugbetaald. Na een lange zoektocht vond Franciscus de koopman en hij betaalde hem het te veel gekregen bedrag terug. Vanaf die dag kon Franciscus weer goed slapen.
Een tweede legende gaat over Franciscus van Assisi en de melaatse. Franciscus reed te paard op een bergweggetje, op weg naar een stad. Toen zag hij een melaatse. De man zag er vreselijk uit; hij miste vier vingers, had een verschrompelde huid en miste een oog. Franciscus schrok en gaf zijn paard de sporen. Terwijl hij vluchtte, herinnerde hij zich het evangelie: een christen moet iedereen liefhebben. Hij besloot terug te keren en kuste de melaatse op de mond. Die voelde zich meteen veel beter en begon te wenen bij de aanraking.

## De belangrijkste gebeurtenissen in Franciscus' leven
- 1181/1182 Franciscus wordt geboren in Assisi.
- 1202 Hij trekt mee ten strijde tegen Perugia. Franciscus wordt een krijgsgevangene.
- 1203 Franciscus' vader koopt hem vrij en lange tijd ligt hij ziek thuis.
- 1204 Het bewijzen van barmhartigheid aan melaatsen brengt een ommekeer in zijn leven.
- 1205 Het kruis van San Damiano spreekt hem aan.
- 1209 Hij hoort het Evangelie van de uitzending van de apostelen en herkent hierin het levensprogramma waarnaar hij op zoek was.
- 1210 Paus Innocentius III geeft Franciscus en zijn eerste elf gezellen mondeling toestemming te leven volgens het evangelie.
- 1212 Clara volgt Franciscus.
- 1219 Franciscus gaat met een kruistocht mee, maar ongewapend. Zo bezoekt hij de sultan.
- 1221 Zo'n 5000 broeders zijn aanwezig op het generaal kapittel (de algemene vergadering van de broeders).
- 1223 De leefregel van de minderbroeders wordt door de paus schriftelijk met een bul bevestigd.
- 1224 Op de berg La Verna ontving Franciscus de stigmata, de wondtekenen van Jezus' kruisiging.
- 1226 Franciscus sterft op 3 oktober in de Transito-kapel, behorend bij de Portiuncula, in het dal bij Assisi (de Basilica di Santa Maria degli Angeli is er later overheen gebouwd).
- 1228 Op 16 juli verklaart paus Gregorius IX Franciscus heilig.

## Franciscaanse gemeenschappen

### Franciscanen
Er vonden fundamentele veranderingen plaats in de samenleving: onder meer het begin van de kruistochten en de demografische groei beïnvloedden de toename van de handel en de ontwikkeling van steden.
Hoewel Franciscus van Assisi geen geestelijke was, begon hij te prediken en verzamelde al vrij snel een aangroeiende groep getrouwen om zich die leefden volgens de regel die Franciscus opstelde. Waar hij aanvankelijk als kluizenaar ging leven en door veel mensen verguisd werd, verkreeg hij in 1209 van paus Innocentius III toestemming om samen met deze getrouwen een nieuwe kloosterorde te stichten. Deze Orde van de Franciscanen had binnen een jaar tijd elf volgelingen. Dit aantal liep op tot zo’n 5000 in 1221 en 35.000 rond 1274. Omstreeks het midden van de 13e eeuw waren er wereldwijd zo’n 1400 franciscaner kloosters, tot in Israël aan toe.
Strikte armoede was lange tijd het kenmerk van de Orde der Franciscanen. Dat hield in dat de broeders niet alleen afstand deden van persoonlijk, maar ook van gemeenschappelijk bezit. Te midden van de andere kloosterorden werden ze door Franciscus de minderbroeders genoemd. Toen zijn medebroeders eens een klein huisje hadden gebouwd om tenminste enige bescherming tegen wind, regen en zon te hebben, klom Franciscus op het dak en begon pannen naar beneden te gooien tot ze beloofden het huis weer af te breken. Elke vorm van bezit was Franciscus een gruwel.
Het werd noodzakelijk om het noviciaatschap in het leven te roepen. De nieuwe broeders werden niet meteen minderbroeders, maar moesten een jaar in het noviciaat om hun vrome bedoelingen te bewijzen. De volwaardige broeders hadden hun kappen vast zitten aan hun pij, de novicen moesten een losse kap dragen.
De broederschap breidde wegens zijn grote succes onder de leken uit over Europa. Ook geleerden voelden zich aangetrokken tot deze nieuwe spirituele weg. De broeders woonden samen in een ruimte die ze ‘locus’ noemen, wat in het Latijn letterlijk plaats betekent. Het was een grote cirkel waar een gracht omheen werd gegraven. In de ring werd een heg geplaatst. In het midden werden cellen geplaatst waar de broeders konden bidden. De broeders sliepen op de koude grond en heel soms als het echt koud was op hooi, met daarover een doek. Hiervandaan vertrokken de broeders om te bedelen en te prediken. Er werd van broeders verwacht zelf contact te zoeken met God. De manier om dit te doen was geënt op de heremitische traditie, die Franciscus zelf bewonderde en vaak naleefde.
De richtlijnen die voor de broeders werden aangehouden waren eveneens afkomstig uit de Evangeliën. In Lucas 10:38 komt Jezus op bezoek bij Maria en Martha. Maria gaat aan de voeten van Jezus zitten en luistert naar het verhaal van Jezus. Martha zorgt ondertussen voor hen beiden. Zo gaat het ook bij de minderbroeders. Op zoek naar God zijn ze in drie- of viertallen afgezonderd. Twee sluiten zichzelf dagenlang af om er te bidden tot God en naar Hem te luisteren, terwijl de andere twee zoals Martha voor hen zorgen.
Eenmaal per jaar werd een generaal kapittel gehouden. Aanvankelijk werden de gebeurtenissen besproken, maar later, toen de broederschap steeds groter werd en Franciscus minder controle kon uitoefenen over alle volgers, werden de kapittels steeds meer gebruikt om bepaalde regels op te stellen. Sommige van de nieuwe broeders interpreteren de manier van leven volgens Franciscus in de ruime zin. De grote toestroom van de vele nieuwe leden, de mobiliteit van de broeders alsmede het feit dat de controle alleen plaatsvindt binnen het netwerk van de persoonlijke relaties tussen de broeders, maken het moeilijk, vrijwel onmogelijk, om te komen tot een homogene gelijkwaardige broederschap, waarin allen hetzelfde ideaal nastreven.
De franciscanen vormen door diverse splitsingen niet één orde, maar worden onderscheiden in minderbroeders, minorieten of conventuelen en kapucijnen.

### Clarissen
De vrouwelijke tak van de franciscanen werd gesticht door de heilige Clara van Assisi, van wie Franciscus veel hield, omdat ze de heilige armoede net zo was toegedaan als hijzelf. Vandaar dat een gedeelte van de vrouwelijke volgelingen van Franciscus bekendstaat als de clarissen. Het is de tweede orde, omdat zij na die van de broeders werd gesticht.

### Orde van Franciscaanse Seculieren (O.F.S.)
Later stichtte Franciscus nog een derde orde. Deze bestaat intussen deels uit zusters franciscanessen en franciscaanse broeders, en deels uit 'leken', overeenkomstig de oorspronkelijke bedoeling. Tegenwoordig staat de laatste bekend als de Orde van Franciscaanse Seculieren (O.F.S.), eerder als Franciscaanse Leken Orde (F.L.O.).

### Franciscaanse congregaties
In de volgende eeuwen ontstonden verschillende congregaties: kloostergemeenschappen van mannen en vrouwen die zich ook op Franciscus baseren en werkzaam waren en zijn in bijvoorbeeld het onderwijs, verpleging, missie of de opvang van verwaarloosde kinderen. Vooral in de 19e eeuw zijn er in Nederland veel congregaties opgericht, die zich op de regel voor de derde orde van Franciscus baseerden. Zo zijn er bijvoorbeeld de zusters Franciscanessen Missionarissen van Maria (bekend als de zusters F.M.M.), de Zusters Franciscanessen der Onbevlekte Ontvangenis van de H. Moeder Gods en ook de Kleine Zusters van de Heilige Jozef hebben een Franciscaanse inspiratie.

## Invloed

### De iconografie van Franciscus

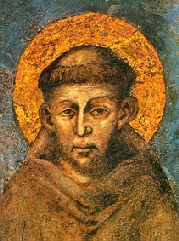
Cimabue, Franciscus van Assisi op een fresco in de benedenkerk van Assisi

Afbeeldingen van Franciscus zijn dikwijls geïdealiseerd. Er zijn geen betrouwbare afbeeldingen die Franciscus tonen zoals hij was. Wel is in ieder geval één fresco bekend dat tijdens zijn leven is gemaakt. Dit fresco bevindt zich in het klooster van San Benedetto in Subiaco (zie bovenaan dit artikel). De maker heeft Franciscus echter waarschijnlijk nooit gezien, en de heilige eveneens geïdealiseerd. Thomas van Celano beschrijft Franciscus als klein en schriel met een slordige baard en slechte ogen. Volgens tijdgenoot Thomas van Split was hij een min mannetje om te zien: hij zou klein van gestalte zijn geweest en flaporen gehad hebben. Zo ongeveer heeft Cimabue hem afgebeeld in de benedenkerk van Assisi (zie afbeelding bij deze paragraaf). In 1978 hebben metingen aan de resten van zijn skelet uitgewezen dat de lengte van Franciscus ongeveer 158 cm is geweest, niet bijzonder klein voor zijn tijd.
Franciscus wordt afgebeeld in het verschoten grauwbruine habijt dat hij altijd droeg. Hij draagt als gordel een touw met drie knopen. Deze verwijzen naar de drie geloften, die de minderbroeders, de mannelijke volgelingen van Franciscus, afleggen. Het bruine habijt en het touw met de knopen vormen vandaag ook nog de kenmerken van de minderbroeders. De handen van Franciscus zijn doorboord, omdat hij tijdens een visioen van Christus aan het kruis diens wonden aan handen, voeten en zijde in zijn eigen lichaam ontvangen zou hebben, waarbij hij de eerste heilige in de geschiedenis was die de zogenaamde stigmata droeg.
Verder heeft hij (vanaf de 16e eeuw) vaak een schedel bij zich, die de vergankelijkheid van al het stoffelijke symboliseert. Franciscus preekte immers de waardeloosheid van alle aardse bezittingen. Hij verbond dit met een grote waardering voor al het geschapene, zoals mag blijken uit zijn bekende Zonnelied. Vaak wordt hij afgebeeld met andere heiligen uit zijn eigen orde, zoals Antonius van Padua, Clara of Margaretha van Cortona. Ook wordt hij vaak afgebeeld met Dominicus, de stichter van de andere grote bedelorde in de Rooms-Katholieke Kerk, de dominicanen.

### Verwezenlijkingen
Franciscus heeft – in tegenstelling tot wat vaak wordt beweerd – de kerststal niet bedacht. Wel heeft hij met de eerste levende kerststal die wij kennen – in 1223 in Greccio – bijgedragen aan de verspreiding van dit idee. Hij stond ook aan de wieg van vele volkse devoties waaronder de kruiswegdevotie.
In de Rooms-Katholieke Kerk is Franciscus op 16 juli 1228 heilig verklaard. In 1230 was de aan hem toegewijde basiliek voldoende gereed om er zijn stoffelijke resten onder te brengen. Wat nu de 'onderkerk' van deze basiliek is, werd in 1235 ingewijd. Later is daar nog een kerk bovenop geplaatst. Deze grafkerk van diverse lagen werd een van de belangrijkste centra van de Italiaanse kunst.

### Kunst
Franciscus' leer sluit aan op de spirituele nood van zijn tijd, die niet los te koppelen is van de gotische 'gevoeligheid' en de groeiende aandacht voor Christus als mens. In de kunst worden thema's als Christus' lijden, zijn alledaagsheid en zijn kindertijd ook belangrijker. Dat past bij de herwaardering van de mens in de hoge middeleeuwen: als wezen, lichaam en denkende en voelende drager van de geest. Zijn lijden, opoffering, het kruis als martelwerktuig komen vooral bij de renaissanceschilders Holbein en Grünewald, onder invloed van Franciscus, sterk terug in hun schilderijen.
De roman Le Baiser aux lépreux (1922) van François Mauriac is een duidelijke verwijzing naar de persoon van Franciscus. Olivier Messiaen schreef zijn vijf uur durende muziekspektakel, de opera Saint François d'Assise (1975-1983) over Franciscus. In 1912 ging het oratorium Saint François d'Assise van Gabriel Pierné in première op een libretto van Gabriel Nigond dat op de laat 14e-eeuwse hagiografische verzameling I Fioretti di san Francesco is geïnspireerd.
Op 4 oktober 2009, op de feestdag van Franciscus, vond in de Sint-Jansbasiliek te Laren (Noord-Holland) de wereldpremière van de door Edwin Schimscheimer geschreven en gecomponeerde (kerk)musical Franciscus van Assisi, troubadour van God plaats.

### Katholieke Kerk
De boodschap van eenvoud en liefde voor medeschepselen, hoe gering ook, spreekt sinds Franciscus' eigen dagen veel gelovige katholieken en protestanten aan. Daarom is hij een populaire heilige gebleven en is Franciscus nog steeds een van de meest voorkomende doopnamen. Op 13 maart 2013 nam voor het eerst een paus de naam Franciscus aan, die daarmee de verwachting wekte zich te zullen inzetten voor de armen en eenvoudigen.

### Twee bijzondere relieken van Sint-Franciscus in België
In 1232 werd het minderbroederklooster van Mechelen gesticht. Op initiatief van Wouter II Berthout, heer van Mechelen, kwam dit klooster tot stand. Volgens de aloude bronnen van dit klooster moeten er twee kommetjes waaruit Franciscus volgens de legende heeft gedronken zijn vereerd. Deze werden door twee minderbroeders in 1232 vanuit Assisi naar Mechelen overgebracht. Een daarvan wordt nu in Museum De Mindere in Sint-Truiden bewaard. Het tweede reliek zou in een klooster in Herentals aanwezig zijn. 